# Jean-Luc Godard
Jean-Luc Godard (Paris, 3 de dezembro de 1930 – Rolle, 13 de setembro de 2022) foi um cineasta e crítico de cinema franco-suíço. Notabilizou-se por ser uma das figuras centrais da Nouvelle vague, influente movimento cinematográfico francês dos anos 1960.
Como outros cineastas e críticos de cinema da sua geração, associados sobretudo à Cahiers du Cinéma, Godard criticou a "Tradição de Qualidade" do cinema francês, que "enfatizava o ofício sobre a inovação, privilegiava os diretores estabelecidos sobre os novos e preferia as grandes obras do passado à experimentação". Como resultado de tal argumento, ele e críticos com a mesma opinião começaram a fazer seus próprios filmes. Muitas das obras cinematográficas de Godard desafiam as convenções da Hollywood tradicional, além do cinema francês. Em 1964, Godard descreveu o impacto de seus colegas: "Entramos no cinema como homens das cavernas no Versalhes de Luís XV". Ele é frequentemente considerado o cineasta francês mais radical das décadas de 1960 e 1970. Além de mostrar um profundo conhecimento da história do cinema, ele era um ávido leitor da filosofia existencialista e marxista. Seus filmes recentes são sobre conflitos sociais e políticas da representação de uma perspectiva humanista marxista.
Em uma pesquisa da Sight & Sound em 2002, Godard ficou em terceiro lugar numa lista da crítica entre os dez principais diretores de todos os tempos. Diz-se que ele "criou um dos maiores corpos de análise crítica que qualquer outro cineasta desde meados do século XX". Seu trabalho tem sido central nos desdobramentos contemporâneos da narratologia ao desafiarem "as normas comerciais do cinema narrativo e o vocabulário da crítica de cinema".
Ele foi casado duas vezes, com as atrizes Anna Karina e Anne Wiazemsky, ambas estrelas em vários de seus filmes. Suas colaborações com Karina — que incluíram filmes aclamados pela crítica como Bande à part (1964) e Pierrot le Fou (1965) — foram tidas como "indiscutivelmente o corpo de trabalho mais influente na história do cinema" pela revista Filmmaker. Em 2010, Godard recebeu um Oscar Honorário, mas não compareceu à cerimônia de premiação.

## Biografia
Godard passou a infância e juventude na Suíça e depois estudou Etnologia na Sorbonne. A partir de 1952, colaborou na revista Cahiers du Cinéma e, depois de vários curta-metragens, fez em 1959 seu primeiro filme longo, À bout de souffle, em que adotou inovações narrativas e filmou com a câmera na mão, rompendo uma regra até então inviolável. Esse filme foi um dos primeiros da Nouvelle Vague, movimento que se a propunha renovar a cinematografia francesa e revalorizar a direção, reabilitando o dito filme de autor.
Os filmes seguintes confirmaram Godard como um dos mais inventivos diretores da Nouvelle Vague: Vivre sa vie (1962), Le mépris (1963), Bande à part (1964), Alphaville (1965), Pierrot le fou (1965), Deux ou trois choses que je sais d'elle (1966), La Chinoise (1967) e Week-end (1968). O cinema de Godard nessa fase caracteriza-se pela mobilidade da câmera, pelos demorados planos-sequência, pela montagem descontínua, pela improvisação e pela tentativa de carregar cada imagem com valores e informações contraditórias.
Após o movimento estudantil de Maio de 1968, Godard criou o grupo Dziga Vertov — assim chamado em homenagem ao cineasta russo de vanguarda homônimo — e voltou-se para o cinema político. Pravda (1969) trata da invasão soviética da Tchecoslováquia; Le Vent d'est (1969), com roteiro do líder estudantil Daniel Cohn-Bendit, questiona os padrões estéticos do cinema ocidental; e Jusqu'à la victoire (1970) trata da guerrilha palestina. Mais uma vez, Godard procurou inovar a estética cinematográfica com Passion (1982), reflexão sobre a pintura. Os filmes seguintes, como Prénom Carmen (1983) e, sobretudo, Je vous salue Marie (1984), provocaram polêmica, este último chegando a ser proibido no Brasil e em outros países.
Godard morreu em 13 de setembro de 2022, aos 91 anos de idade, em Rolle, por suicídio assistido.

## Métodos de trabalho

### Títulos
Godard geralmente escolhe o título de seu próximo filme antes de saber como será o filme. Em uma entrevista com Serge Kaganski em 2004, ele explicou: "O título vem sempre em primeiro lugar. O único título que eu criei depois do filme foi À bout de souffle e eu não gosto nada disso. Para o próximo, tive a ideia de um título, Le Petit Soldat, antes mesmo de saber como seria o filme. As manchetes viraram cartazes artísticos. O título me diz em que direção devo olhar."

### Godard e a Arte da Citação
Os filmes de Godard estão repletos de citações, sejam elas pictóricas, musicais, literárias, filosóficas, históricas ou cinematográficas. Na conferência de imprensa que deu no Festival de Cinema de Cannes em 1990, por altura do lançamento da Nouvelle Vague, Godard definiu-se mais como o “organizador consciente do filme” do que como o autor e explicou a sua relação com as citações: “Para mim, todas as citações – sejam pictóricas, musicais, literárias – pertencem à humanidade. Sou apenas aquele que um dia reúne Raymond Chandler e Fyodor Dostoyevsky em um restaurante, com pequenos atores e grandes atores. Isso é tudo.

### Elementos autobiográficos
Jean-Luc Godard não faz filmes autobiográficos. No entanto, elementos autobiográficos podem ser encontrados em alguns de seus filmes. A título de exemplo, em À bout de souffle, a cena em que Michel Poiccard rouba dinheiro de sua amiga enquanto ela está se vestindo lembra o hábito do jovem Godard de roubar dinheiro de alguns de seus parentes.

## A influência de Jean-Luc Godard no cinema
Em meados da década de 1960, vários jovens cineastas foram diretamente influenciados por Godard. Entre eles está Jean Eustache, cujo média-metragem Le Père Noël a les yeux bleus (1966) foi financiado em parte por Godard, Jean-Michel Barjol, Francis Leroi, Luc Moullet, Romain Goupil e Philippe Garrel. Godard apreciou particularmente o trabalho deste último e disse que ficou muito impressionado com os filmes que Garrel, então com vinte anos, fez em maio de 1968.
Ao mesmo tempo, Godard também influenciou uma geração de cineastas americanos nascidos na década de 1940, como Peter Bogdanovich, Paul Schrader, Monte Hellman, Martin Scorsese, George Lucas, Francis Ford Coppola e Brian De Palma. Há também Quentin Tarantino, cujo nome da produtora "A Band Apart" foi escolhido em referência ao filme de Godard.

## Prêmios
- Ganhou o Urso de Ouro, no Festival de Berlim, por "Alphaville" (1965).
- Ganhou um Urso de Prata especial, no Festival de Berlim, por "Charlotte et son Jules" (1960).
- Ganhou o Urso de Prata de Melhor Diretor, no Festival de Berlim, por "À bout de souffle" (1959).
- Ganhou o Leão de Ouro, no Festival de Veneza, por "Prenome Carmen" (1983).
- Ganhou duas vezes o Prêmio do Júri, no Festival de Veneza, por "Vivre sa vie" (1962) e "La chinoise, ou plutot a la chinoise" (1967).
- Ganhou em 1982 um Leão de Ouro Honorário, em homenagem à sua carreira.
- Ganhou o Leopardo de Honra, no Festival de Locarno, em 1995.
- Recebeu duas nomeações ao César, na categoria de Melhor Filme, por "Sauve qui peut " (1979) e "Passion" (1982).
- Recebeu duas nomeações ao César, na categoria de Melhor Realizador, por "Sauve qui peut " (1979) e "Passion" (1982).
- Ganhou dois Césares Honorários, entregues em 1987 e 1998.
- Ganhou o Oscar Honorário, entregue em 2010.

## Publicações

### Roteiros e cortes de filmes
- Jean-Luc Godard, 2 ou 3 choses que je sais d'elle : Découpage intégral, Paris, Seuil/Avant scène, col. "Points/Films", 1971, 127 p. ISBN 978-2-02-000643-9
- Jean-Luc Godard e François Truffaut, À bout de souffle, Paris, Éditions Balland, col. "Bibliothèque des classiques du cinéma", 1974, 235 p. ISBN 978-2-7158-0010-6
- Jean-Luc Godard, For ever Mozart : phrases, Paris, P.O.L, col. "Poésies Théâtre", 1996, 101 p. (ISBN 978-2-86744-539-2
- Jean-Luc Godard, Bande à part, de Jean-Luc Godard, Crisnée, Bélgica, Yellow Now Éditions, col. "Long métrage", 1993 ISBN 978-2-87340-090-3
- Jean-Luc Godard, Les Enfants jouent à la Russie, Paris, P.O.L, col. "Poésies Théâtre", 1998, 64 p. ISBN 978-2-86744-624-5
- Jean-Luc Godard, 2 fois 50 ans de cinéma français, Paris, P.O.L, col. "Poésies Théâtre", 1998, 45 p. ISBN 978-2-86744-627-6
- Jean-Luc Godard, Allemagne neuf zéro, Paris, P.O.L, col. "Poésies Théâtre", 1998, 81 p. ISBN 978-2-86744-632-0
- Jean-Luc Godard, JLG/JLG : Phrases, Paris, P.O.L, col. "Poésies Théâtre", 1999, 80 p. ISBN 978-2-86744-540-8
- Jean-Luc Godard, Éloge de l'amour, Paris, P.O.L, col. "Ficção", 2001, 125 p. ISBN 978-2-86744-841-6
- Jean-Luc Godard, Film socialisme : Dialogues avec visages auteurs, Paris, P.O.L, col. "Ficção", 2010, 97 p. ISBN 978-2-8180-0488-3

### Ensaios e coletâneas de artigos
- Jean-Luc et Jean Narboni (dir.), Jean-Luc Godard par Jean-Luc Godard, Belfond, coll. « Cahiers du cinéma », 1968
- Recueil de textes (critiques et entretiens) réunis par Jean Narboni.
- Jean-Luc Godard, Introduction à une véritable histoire du cinéma, t. 1, Paris, Éditions Albatros, coll. « Ça-cinéma », 1980, 266 p. (ISBN 978-2-7158-0010-6)
- Jean-Luc et Alain Bergala (dir.), Jean-Luc Godard par Jean-Luc Godard : 1950-1984, t. 1, Cahiers du cinéma, éditions de l'Étoile, 1985, 638 p..
- Jean-Luc Godard et Alain Bergala (dir.), Jean-Luc Godard par Jean-Luc Godard : 1984-1998, t. 2, Cahiers du cinéma, 1998, 511 p..
- Jean-Luc Godard, Histoire(s) du cinéma, 4 vol., Gallimard, Paris, 1998
- Jean-Luc Godard et Youssef Ishaghpour, Archéologie du cinéma et mémoire du siècle : Dialogue, Tours, Farrago, 2000, 118 p. (ISBN 978-2-84490-049-4)
- Jean-Luc Godard et Alain Bergala, Godard par Godard, Paris, Flammarion, coll. « Champs », 2002, 186 p. (ISBN 978-2-08-081517-0)
- Jean-Luc Godard, Histoire(s) du cinéma, Paris, Gallimard, coll. « Hors série connaissance », 2006, 314 p. (ISBN 978-2-07-077994-9)
- Jean-Luc Godard, Les années Cahiers, Flammarion, coll. « Champs », 2007
- Recueil d'articles de Jean-Luc Godard réunis par Alain Bergala
- Jean-Luc Godard, Les années Karina, Flammarion, coll. « Champs », 2007
- Recueil d'articles de Jean-Luc Godard réunis par Alain Bergala
- Jean-Luc Godard, Des années Mao aux années 80, Paris, Flammarion, coll. « Champs », 2007 (1re éd. 1989), 183 p. (ISBN 978-2-08-120302-0)
- Recueil d'articles de Jean-Luc Godard réunis par Alain Bergala
- Jean-Luc Godard et Marcel Ophüls, Dialogues sur le cinéma, Lormont, Le Bord de l'eau, coll. « Ciné-politique », 2011, 100 p. (ISBN 978-2-35687-132-9)
- Transcriptions de deux débats entre Jean-Luc Godard et Marcel Ophüls au cinéma Le Méliès en 2002 et au Théâtre Saint-Gervais à Genève en 2009.
- Dialogues avec Marguerite Duras, présenté par Cyril Béghin, Post-éditions, 2014

## Exposições
- 2006: Voyage(s) en utopie. À la recherche d'un théorème perdu. JLG 1945-2005. Centre Georges-Pompidou, Paris.
- 2019: Jean-Luc Godard installe son Studio d'Orphée à la Fondation Prada de Milan.[4][7]